# تاتسوگو کاواییشی
تاتسوگو کاواییشی (به انگلیسی: Tatsugo Kawaishi) (زادهٔ ۱۰ دسامبر ۱۹۱۱) شناگر اهل ژاپن است.